# Marilia Fiorillo
Marilia Pacheco Fiorillo é professora de filosofia política e retórica na Escola de Comunicações e Artes da Universidade de São Paulo (ECA-USP). Tem experiência na área de comunicação, com ênfase em comunicação e jornalismo e história das religiões. Seus trabalhos mais recentes (sem contar os livros infantis) incluem O Deus Exilado (2008), livro sobre o gnosticismo; e o ensaio "The shifting map of religious proclivity in Brazil, and how the media prospect is seemingly unable to deal with it".

## Formação e carreira
Fiorillo é graduada em ciências sociais pela USP, especialização em epistemologia da psicanálise na Unicamp, doutorado em história social pela USP e pós-doutorado pela Universidade Pompeu Fabra. Trabalhou como jornalista na Veja, Folha de S.Paulo e IstoÉ.
Também possui graduação em administração de empresas pela Fundação Getúlio Vargas (1979).

## Prêmios
Ela foi premiada com o Prêmio Jabuti em 1981 e, em 1999, pelo livro Histórias para Pensar com a Barriga.

## Livros
Seus livros são diversos, indo de contos infantis ao esoterismo.
- Homens – duas sátiras e uma fábula (L&PM, 1994)
- Histórias para pensar com a barriga (Saraiva, 1998)
- O vôo do cobertor esfiapado (Saraiva, 2001)
- A caminho do paraíso (Siciliano, 2003)
- O ABZ de Deus (Record, 2005)
- Use & abuse do seu signo (L&PM, 2005)
- O Deus Exilado (Civilização Brasileira, 2008)